# Osvaldo Peralva

Osvaldo de Ribeiro Peralva (Saúde 1918 - Rio de Janeiro, 18 de outubro de 1992) foi um jornalista brasileiro. Foi diretor do Correio da Manhã e correspondente da Folha de S.Paulo em Tókio.
Foi militante do Partido Comunista Brasileiro, e como tal, foi enviado a Moscou no início dos anos 1950 para um curso de formação comunista. A partir das experiências dessa viagem, acabou rompendo com o PCB logo após as denúncias de Krushov, em 1956, como documentou em seu livro O Retrato  no qual conta sua experiências e decepções com o comunismo na União Soviética. Foi preso pela ditadura militar logo após o AI-5, ficando em cela na companhia de Gerardo Melo Mourão, Zuenir Ventura, Ziraldo e Hélio Pellegrino. Foi solto em 28 de dezembro, mas voltou à prisão em 7 de janeiro de 1969 após a Polícia apreender todos os exemplares do Correio da Manhã que seriam distribuídos nesse dia.
Faleceu em 18 de outubro de 1992 no Rio de Janeiro, vítima de câncer.